# Муйжарая, Элла
Элла Муйжарая (урожд. Кинклава, латыш. Ella Muižarāja; 27 августа 1921, Пятигорск — 30 июля 2020, Рига) — советский и латвийский ботаник. Профессор и заведующий кафедрой ботаники Лесного факультета Латвийского сельскохозяйственного университета. Dr. emeritus (1994).

## Биография
Родился 27 августа 1921 года в Пятигорске в семье Клинклавов Яниса и Леонтины (урожденной Вилкс). В начале Первой мировой войны семья бежала в Латвию. После возвращения семья Клинклавов поселилась с родителями матери в районе Цесиса, но в 1928 году переехала в Балви.
Элла Клинклава училась в Балвской государственной гимназии, которую окончила в 1940 году. В 1941 году, в начале Оккупации Латвии нацистской Германией, она и её брат Торвальдс эвакуировались в Россию. Вначале поселились в Горьковской области, затем в Новосибирской области, где окончила тракторные курсы в Тогучине и работала в местном колхозе.
В 1942 году Элла Муизараджа поступила в Московскую сельскохозяйственную академию имени К. А. Тимирязева, которая была эвакуирована в Самарканд. Муйжарову приняли на агрономический факультет в группу студентов из латвийской молодежи. Эту группу организовал министр сельского хозяйства Латвийской ССР Янис Ванагс. В 1943 году академия была переведена в Москву, но в 1945 году «Латвийская группа» была переведена в отреставрированную Латвийскую сельскохозяйственную академию в Риге. После окончания в 1948 году Муйжарая начала работать ассистентом кафедры ботаники Лесного факультета Латвийской академии наук под руководством профессора Паулса Галениекса.
В 1970 году Муйжарая защитила диссертацию на соискание кандидата наук на тему «Строение и развитие цветка и соцветия земляники садовой». В 1982 избрана профессором. С 1975 по 1984 год заведовала кафедрой ботаники Лесного факультета Латвийского сельскохозяйственного университета.
В 1994 вышла на пенсию. Умерла 30 июля 2020 года в Риге.

## Научная деятельность
Под руководством Эллы Муйжарой, в рамках информирования и просвещения общественности, в Гауйском национальном парке были созданы экспозиции особо охраняемых видов растений. Были изучены качество и возможности размножения семян редких и охраняемых растений. Профессор Муйжарая читала лекции и руководила лабораторными работами по ботанике для латвийских и российских студентов-агрономов, а также руководила летними стажировками студентов. Муйжарая является автором и соавтором нескольких учебных материалов. Принимала участие в составление Сельскохозяйственной энциклопедии.
С 1962 года член Латвийского ботанического общества, входила в правление общества, активно участвовала в подготовке и организации работы конференций Балтийских ботанических экспедиций.

## Работы
- Bumbura M., Jaudzeme V., Muižarāja, Pētersone A. Augu morfoloģija un anatomija. Rīga,1967.
- Muižarāja E. Dārza zemeņu ziedkopas ieriešanās un sākotnējā diferenciācija. LLA Raksti, 29.sēj. Jelgava, 1971.
- Liepiņa L., Muižarāja E. Ziemeļu sarkanā ozola (Quercus borealis Mchx.) ziedu ieriešanās un attīstība. LLA Raksti, 93.sēj. Jelgava, 1975.
- Muižarāja E., Bumbura M., Limbēna R. Botānikas taka. Rīga, 1976.
- Limbēna R., Muižarāja E., Šube V. Mācību un atpūtas taka. Rīga, 1978.
- Муйжарая Э. , Казака Р., Шубе В. Об организации ботанических экспозиций в национальном парке «Гауя» и их охрана. Растительный мир охраняемых территорий. Рига, 1978.
- Liepiņa L., Muižarāja E. Ziemeļu sarkanā ozola (Quercus borealis Mchx.) florālā augšanas konusa attīstība un uzbūve. LLA Raksti, 175.sēj. Jelgava, 1980.
- Muižarāja E., Plaudis A., Kazāka R. Limbēna R. Botāniskās ekspozīcijas Līgatnes zonā. Mežsaimniecība un Mežrūpniecība, nr. 6, Rīga, 1983.
- Муйжарая Э. , Плаудис А., Казака Р., Лимбена Р. Семенное размножение редких видов растений в национальном парке «Гауя» с целью сохранения генофонда флоры. Охрана флоры речных долин в Прибалтийских республиках. Рига, 1983.
- Muižarāja E., Plaudis A., Kazāka R., Limbēna R. Gaujas nacionālā parka aizsargājamo augu sugu vietējās introdukcijas rezultāti. Mežsaimniecība un Mežrūpniecība, nr. 3, Rīga, 1984.
- Лимбена Р., Муйжарая Э., Казака Р., Плаудис А. Флора Лигатненской зоны национального парка «Гауя». Прибалтийская флора и её историография. Вильнюс, 1984.
- Муйжарая Э. , Плаудис А., Казака Р., Лимбена Р. Семенная продуктивность некоторых охраняемых видов растений. Охрана и биология дикорастущих растений в Латвии. Тр. ЛСХА, , вып. 242. Eлгaвa, 1987.
- Муйжарая Э., Плаудис А., Казака Р. К семенной продуктивности охраняемых видов растений Латвийской ССР. VII делегатский съезд Всесоюзного ботанического общества: тезисы доклада. Алма-Ата, 1988.